# Thomas Mavros
Thomas Mavros (griego: Θωμάς Μαύρος, nacido el 31 de mayo de 1954 en Kallithea, Atenas) es un exfutbolista profesional griego que jugó como delantero. Mavros es considerado como uno de los mejores jugadores del fútbol en Grecia, ya que posee el récord de 261 goles en el campeonato griego. Su apodo era "El Dios" (griego : Θεός).

## Trayectoria
Mavros comenzó su carrera en Panionios de Atenas en 1970. En 1976 fue transferido al AEK Atenas. En el AEK fue dos veces campeón de la liga de Grecia y dos veces ganó la Copa de Grecia. Regresó al Panionios en 1988 y se retiró en 1991. Fue máximo goleador de la liga griega en tres oportunidades con el AEK, en la temporada 1977-78 (22 goles), 1978-79 (31 goles) y 1984-85 (27 goles), y con el Panionios en la liga 1989-90, donde marcó 22 goles, a la edad de 36 años. En 1979 obtuvo la Bota de Plata, como segundo goleador en la temporada europea. 
Es el máximo goleador de todos los tiempos en la liga griega con 261 goles en 502 partidos, seguido por el polaco Krzysztof Warzycha con 245.
A nivel internacional, disputó 36 partidos por la Selección de fútbol de Grecia entre 1972 y 1984, anotando once goles. Destaca su presencia en la Eurocopa de 1980 celebrada en Italia, donde disputó los tres juegos ante los Países Bajos, Checoslovaquia y Alemania Federal.
El 14 de noviembre de 1993 colgó los botines en un partido amistoso organizado en su honor entre Grecia y el AEK. El partido terminó 4-2 para el AEK y Mavros anotó tres goles en el último partido de su gloriosa carrera, jugando para ambos equipos.

## Clubes
- Panionios Atenas (1970–1976)
- AEK Atenas (1976–1988)
- Panionios Atenas (1988–1991)

## Honores
| Título               | Club          | País   | Año     |
| -------------------- | ------------- | ------ | ------- |
| Super Liga de Grecia | AEK Atenas FC | Grecia | 1977-78 |
| Copa de Grecia       | AEK Atenas FC | Grecia | 1977-78 |
| Super Liga de Grecia | AEK Atenas FC | Grecia | 1978-79 |
| Copa de Grecia       | AEK Atenas FC | Grecia | 1982-83 |

Individual
- Máximo goleador de la liga griega: 1977–78, 1978–79, 1984–85, 1989–90
- Bota de Plata: 1978–79